# Juan Carlos Alzugaray
Juan Carlos Alzugaray (fl. XX secolo) è stato un calciatore uruguaiano, di ruolo centrocampista.

## Carriera
Con la propria Nazionale si laureò campione continentale nel 1924.

## Palmarès

### Nazionale
- Campeonato Sudamericano de Football: 1

Uruguay 1924